# شتوکم (آلمان)
شتوکم (به آلمانی: Stockem) یک شهر در آلمان است که در بیتبورگ-پروم واقع شده‌است. شتوکم ۸۸ نفر جمعیت دارد.